# Albina de Oliveira
Albina de Oliveira (Cuiabá, 16 de dezembro de 1947) é uma artista plástica brasileira. Quando criança, mudou-se para Corumbá e estudou no Colégio Imaculada Conceição onde tinha aulas de desenho.
Começou a dedicar-se à pintura em 1995 tendo como orientador o artista plástico Benedito Silva. Desde a infância, Oliveira tinha interesse nas artes, porém, após casar-se, parou de fazer pinturas e desenhos. Quando tornou-se viúva, decidiu cursar faculdade de psicologia. Foi onde seus dons artísticos voltaram a aflorar e ela passou a produzir pinturas, poesias e contos.
Oliveira já participou da Bienal Naïfs do Brasil em 2016 e 2020, além de diversos outros eventos.